# Trại Họp bạn Hướng đạo Thế giới lần thứ nhất
Trại Họp bạn Hướng đạo lần thứ nhất (1st World Scout Jamboree) được Anh Quốc tổ chức từ ngày 30 tháng 7 đến ngày 8 tháng 8 năm 1920 tại London. Có 8.000 Hướng đạo sinh từ 34 quốc gia đến tham dự sự kiện này trong một hội trường có mái bằng kính rộng 6 mẫu Anh.
Chính tại sự kiện này Robert Baden-Powell, người sáng lập ra phong trào Hướng đạo đã được phong tặng danh hiệu Hướng đạo trưởng của thế giới.

## Nhà thi đấu Olympia và cắm trại

Áp phích quảng cáo Trại Họp bạn Hướng đạo Thế giới thứ nhất

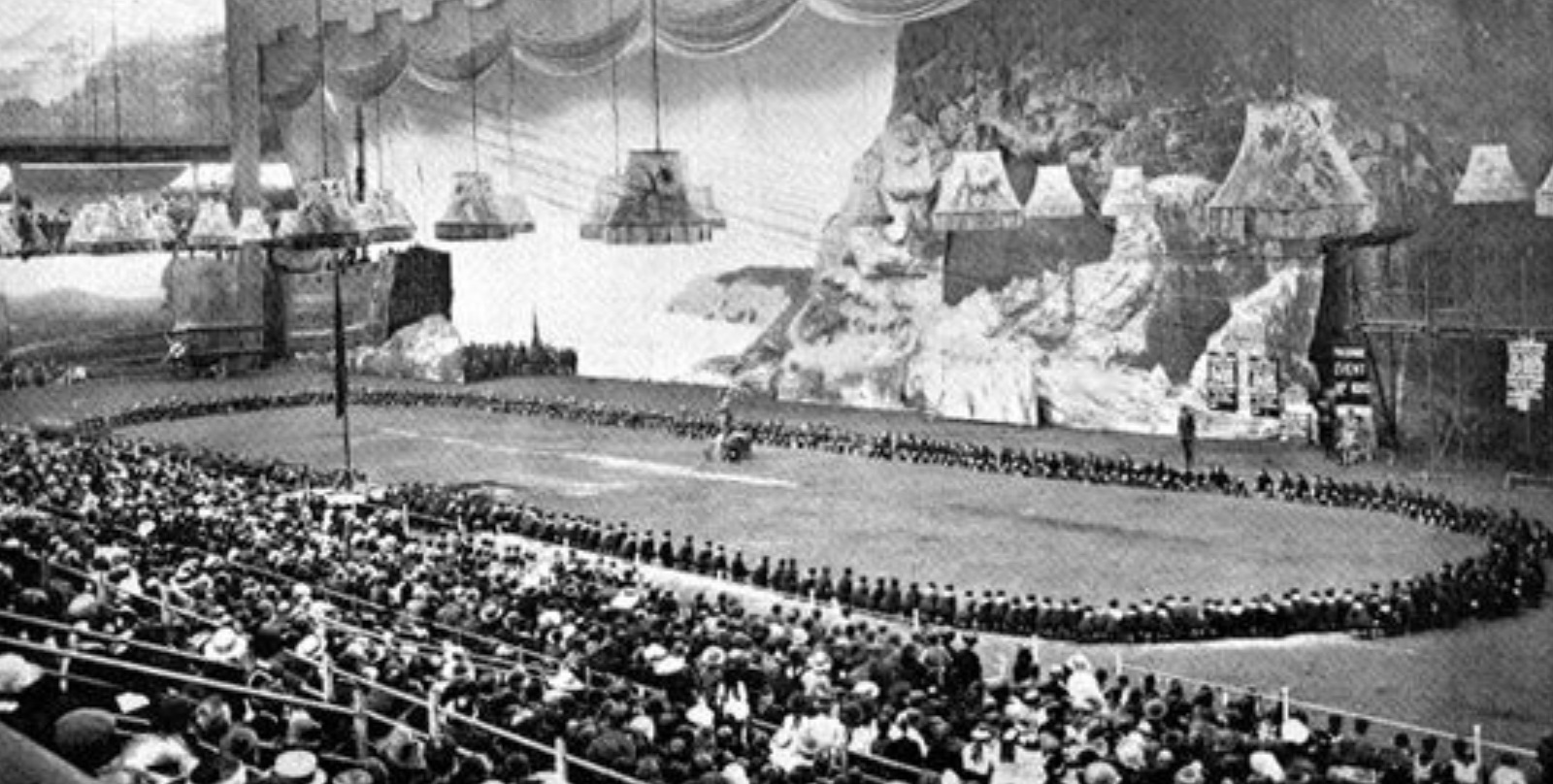
Trại Họp bạn Hướng đạo Thế giới lần thứ nhất

Nhà Thi đấu Olympia được đổ một lớp đất dày 30 cm, rồi trồng cỏ, để các Hướng đạo sinh có thể cắm lều trong hội trường có mái che bằng kính.
Tuy nhiên, khoảng 5.000 trong số các Hướng đạo sinh đã cắm trại ở Công viên Old Deer (Nai già) lân cận thuộc Richmond. Các Hướng đạo sinh xoay lượt với nhau lúc ở bên trong rồi lúc ra ngoài Nhà Thi đấu Olympia để cho mọi người đều có cơ hội tham gia vào các sự kiện ở đó.
Olympia tổ chức nhiều cuộc triển lãm, phô diễn và thi tài suốt sự kiện họp bạn.

## Hướng đạo trưởng của thế giới
Để vinh danh vai trò của Baden-Powell như một sáng lập viên của phong trào Hướng đạo, James E. West, Trưởng Điều hành Hướng đạo của Hội Nam Hướng đạo Mỹ đề nghị rằng Baden-Powell nên được phong tặng danh hiệu Thủ lĩnh Da đỏ Vĩ đại (Great Indian Chief).
Tuy nhiên, trong buổi lễ đầu, một trong các Hướng đạo sinh đã hô to "Hướng đạo trưởng của Thế giới muôn năm" (Long live the Chief Scout of the World), và như vậy nó trở thành danh hiệu chính thức trong Hướng đạo của Baden-Powell đến khi ông mất.
Không có một huynh trưởng Hướng đạo nào có được danh hiệu này từ khi Baden-Powell vì danh hiệu này không thể được bất cứ một quốc gia có chủ quyền nào phong tặng.

## Diễn văn bế mạc

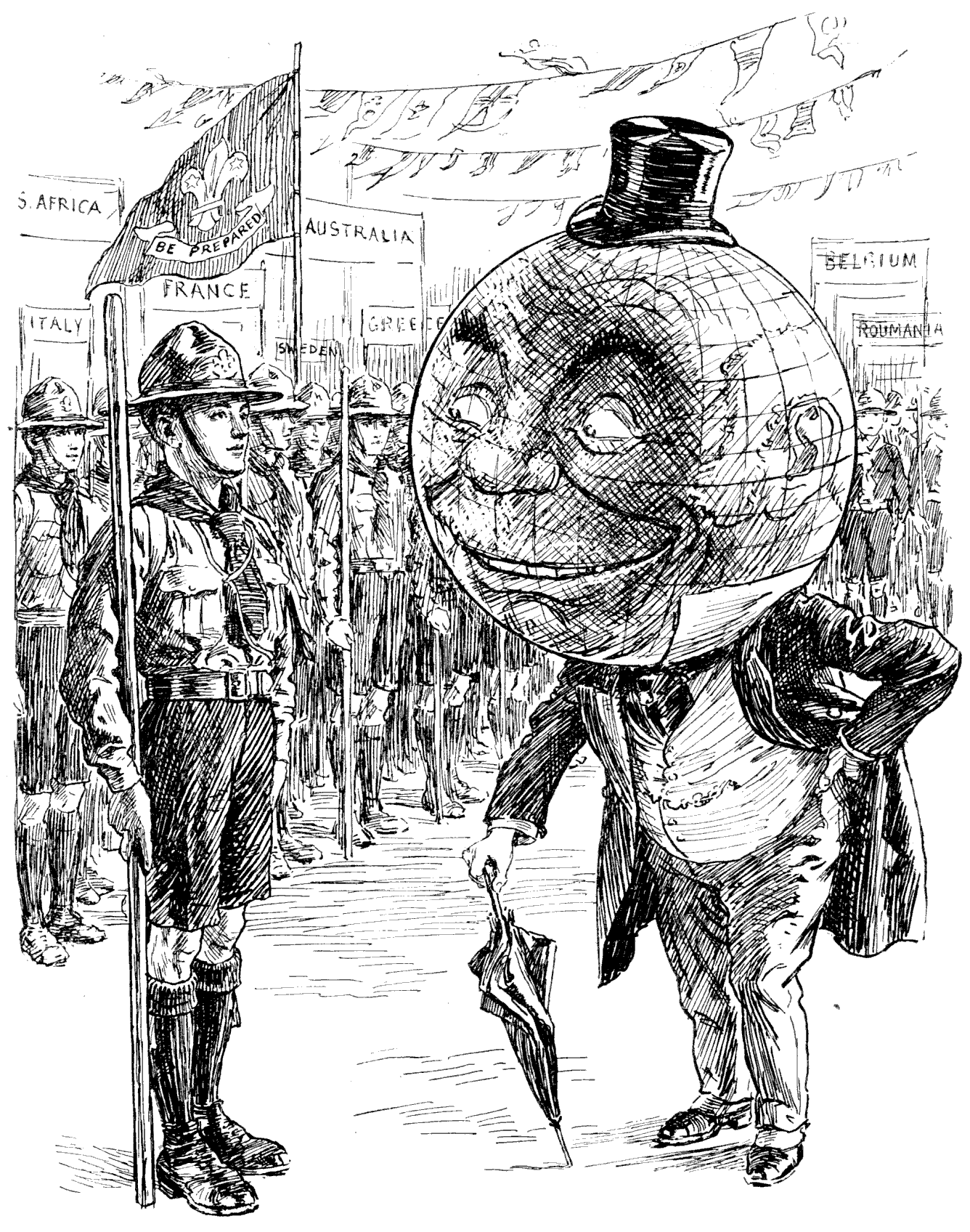
Liên đoàn Thanh thiếu niên
Thế giới mệt mỏi vì chiến tranh (tại Trại Họp bạn). "Tôi gần như mất hy vọng, nhưng có sự xuất hiện của các bạn trẻ đã đem hy vọng trở lại với tôi."
----
Hoạt họa trong Tạp chí Punch ngày 4 tháng 8 năm 1920, ám chỉ đến Trại Họp bạn Hướng đạo Thế giới lần thứ nhất trong văn mạch nói về hậu quả của Chiến tranh thế giới thứ nhất

Baden-Powell đọc một bài diễn văn bế mạc ở cuối kỳ Trại Họp bạn.
"Anh em Hướng đạo. Sự khác biệt giữa các dân tộc trên thế giới hiện hữu trong cảm nghĩ và trong cảm xúc, giống như sự khác biệt trong ngôn ngữ và thân thể. Trại họp bạn đã dạy chúng ta rằng nếu chúng ta cùng tập kiên nhẩn, cho và nhận, rồi chúng ta sẽ có sự đồng cảm và hòa thuận. Nếu đây là mong muốn của anh em, chúng ta hãy tiếp bước vững vàng để chúng ta phát triển trong chính chúng ta và các trẻ em của chúng ta tình đồng đội đó, qua tinh thần anh em Hướng đạo trong phạm vi toàn thế giới, để chúng ta có thể giúp phát triển nền hòa bình và hạnh phúc trên thế giới và thiện chí trong mỗi con người".

## Trại Họp bạn từ năm 1920
Trong 20 lần Trại họp bạn Hướng đạo Thế giới được tổ chức từ năm 1920, không có một lần trại nào theo khuôn đúc của lần trại đầu tiên.
Nhiều bài học đã được học hỏi từ lần Trại Họp bạn đầu tiên, bao gồm sự nhận định rằng một vận động trường có mái che thì quá hạn hẹp cho các hoạt động và số lượng Hướng đạo sinh sẽ tham dự.

## Những khách dự trại bất thường
Trong số hàng ngàn Hướng đạo sinh, cũng có một số khách dự thú vị được chọn cho Trại Họp bạn:
- Một con cá sấu Mỹ (alligator) từ Florida
- Một con cá sấu con (baby crocodile) từ Jamaica
- Một sư tử con từ Rhodesia
- Vài chú khỉ từ Nam Phi
- Một con voi con
- Một con lạc đà